# Vireó de Cuba
El vireó de Cuba (Vireo gundlachii) és un ocell de la família dels vireònids (Vireonidae).

## Hàbitat i distribució
Habita el sotabosc i vegetació secundària de Cuba i l'illa de la Juventud, incloent illots.